# Deep Throat (Watergate)

Mark Felt, okänt datum.

Deep Throat kallades den för allmänheten då hemliga källa som var högt placerad i USA:s administration. Källan läckte värdefulla uppgifter om Watergateaffären i till journalisterna Bob Woodward och Carl Bernstein i början av 1970-talet. Han avslöjade sedan sin identitet: Mark Feit, biträdande FBI-chef, 2005. Pseudonymen myntades av The Washington Posts dåvarande redaktionschef Howard Simons och anspelar dels på den engelska originaltiteln på den då populära porrfilmen Långt ner i halsen (Deep Throat) och på att de uppgifter som han lämnade betraktades som "deep background", alltså bakgrundsmaterial som aldrig citerades eller direkt refererades till i tidningen. Genom att inledningsvis bekräfta och/eller dementera uppgifter som Woodward och Bernstein hade fått från andra källor hjälpte Deep Throat dem att inte tappa spåret. Under de senare delarna av Watergateaffären tog Deep Throat mer aktivt initiativ och levererade material till de båda journalisterna.
Källans existens blev känd för den stora allmänheten genom Och alla presidentens män, en bok som Woodward och Bernstein skrev 1974 och som sedan filmatiserades 1976 med den svenska titeln Alla presidentens män. I filmen spelades Deep Throat av Hal Holbrook, som alltså fick spela en verklig, men för honom och för resten av filmteamet okänd person.

## Avslöjande av personen bakom
Den 31 maj 2005 avslöjades i en artikel i tidskriften Vanity Fair skriven av John D. O'Connor att biträdande FBI-chefen Mark Felt var den som varit den anonyma källan. John D. O'Connor var en advokat som agerade på Felts vägnar. Felt ska ha sagt, "Jag är personen de brukade kalla Deep Throat./I'm the guy they used to call Deep Throat." Efter att artikeln publicerats, bekräftade Woodward, Bernstein och Ben Bradlee, The Washington Posts verkställande redaktör under Watergate, Felts identitet som Deep Throat.
Motivet för Mark Felts agerande är inte helt klart. Familjen hävdar att han gjorde det av moraliska och patriotiska skäl och kallar honom för en "amerikansk hjälte". Bob Woodward gissar att ett viktigt skäl för Mark Felt att läcka var den polisiärt oerfarna, men Nixonlojala, Patrick Gray utsågs till  ny FBI-chef, istället för Mark Felt, när J. Edgar Hoover avled. Mark Felt ville på detta vis sätta ett politiskt och medialt tryck på Nixonadministrationen i ett försök att förhindra att Vita huset skulle kunna kontrollera FBI.